# 山口明子
山口 明子（やまぐち あきこ）は､日本の韓日､英日翻訳家｡日本キリスト教団教会会員｡

## 訳書
- 『キーセン観光実態報告書』 韓国教会女性連合会(編)山口明子(訳)(NCCキリスト教アジア資料センター､1984)
- 『中国に連行された朝鮮人慰安婦』韓国挺身隊問題対策協議会挺身隊研究会(編)山口明子(訳)(三一書房､1996)
- 『女性は裁判でどうたたかうか:アメリカ・女性の権利』アメリカ自由人権協会(著)､後藤安子(訳)､山口明子(訳)､The rights of women和訳会(訳)､川西渥子(教育史料出版会､1997)ISBN 978-4876523214

## 寄稿
- 『韓国の教会女性と私たち』(新教出版社 福音と世界､1974)
- 『苦難の中に生きる女性たち　―韓国民主化闘争に参与する女性』(新教出版社 福音と世界､1978)
- 『第5回日本軍「慰安婦」問題アジア連帯会議 真相究明と責任者処罰を強調』(アジア通信､1998)
- 『中国で初めての「慰安婦｣問題国際シンポジウム開かれる』(新教出版社 福音と世界､2000)
- 『歴史的証言の共同性「神社参拝を拒否したキリスト者｣の韓国語訳が出て』(新教出版社 福音と世界､2002)
- 『「売防法」改定めざす韓国女性たち』(日本キリスト教婦人矯風会 婦人新報､1991)
- 『従軍慰安婦をめぐる韓国の報道から』(日本キリスト教婦人矯風会 婦人新報､1992)
- 『戦争と女性の性 :国家によって調達された「慰安婦」たち』(労働教育センター季刊女子教育もんだい､1995)
- 『国内女性活動ニュース: クマラスワミ報告とマニラ会議』(アジア女性資料センター アジアに生きる女たちの21世紀､1996)
- 『いま、日本軍「慰安婦」問題は?』(アドバンテージサーバー 教育評論､1997)
- 『「女性国際戦犯法廷」を終えて』(日本キリスト教婦人矯風会 婦人新報､2001)
- 『性教育を定着させるには、これから何が必要か:第34回全国性教育研究大会パネルディスカッション(要旨)』山口明子､ 田能村祐麒ほか､(日本性教育協会 現代性教育研究月報､2004)
- 『いま、証に答えること:日本軍「慰安婦」問題の内と外』(日本キリスト教婦人矯風会 婦人新報､2007)
- 『日本政府は責任ある対応を:日本軍「慰安婦」制度に対する外国からの相次ぐ勧告と、日本での動き』(日本キリスト教婦人矯風会] 婦人新報､2008)